# Cypridopsis herpestica
Cypridopsis herpestica är en kräftdjursart som beskrevs av Cole 1965. Cypridopsis herpestica ingår i släktet Cypridopsis och familjen Cyprididae. Inga underarter finns listade i Catalogue of Life.